# A mari usque ad mare
A mari usque ad mare（アー・マリー・ウースクェ・アド・マレ、ラテン語: [aː ˈmariː ˈuːskᶣɛ ad ˈmarɛ]、フランス語: D'un océan à l'autre、フランス語発音: [dœ̃nɔseˈã aˈloʊ̯tʁ]、英語: From sea to sea）は、「海から海へ」を意味するカナダのモットー。フレーズそのものは共通訳聖書の『詩篇』72篇8から採られている。

カナダの国章にみられるモットー

カナダの国土（濃部）。このモットーの海と海は、それぞれ大西洋（東）と太平洋（西）を指す。なお、カナダは北極海にも面している（後述）。

"Et dominabitur a mari usque ad mare, et a flumine usque ad terminos terrae"(『明治元訳聖書』：「またその政治（まつりごと）は海より海にいたり河より地のはてにおよぶべし」)

## 歴史
記録上においてこの標語をカナダに対して使ったとされる人物は、ジョージ・モンロー・グラントとされる。サンドフォード・フレミングの秘書で長老派の聖職者であった彼は、この標語を説教のなか用いたという。曾孫であるマイケル・イグナティエフは、グラントがこの標語を用いたのは、カナダ太平洋鉄道が建設が進められるなかでの国造りへの努力を指してのことだ、と示唆している。この一節に使われた「ドミニオン」という語は、当時まだ新しい国であったカナダを指す「ドミニオン・オブ・カナダ」という用法を踏まえている。
公的には、1906年にサスカチュワン州で新設された州議会の職杖の頭部に使われたのが最初の例である。またこのモットーは、1921年の国章改定の際にジョセフ・ポープ国務次官（当時）によって提案された。ポープは、カナダ連邦政府によって任命された、国章改定委員会のメンバー四名のうちの一人であった（残りのメンバーはトーマン・マルヴェイ、A.G.ダウティ、W.Gグワトキン少将）。当初のデザインにはモットーが無かった。W.Gグワトキン少将は「In memoriam in spem」（「記憶へ、希望へ」）をモットーに提案したが、ポープ案である「Ad mari usque ad mare」のほうがより支持を得た。本デザインは、1921年4月21日に枢密院勅令によって承認され、さらに1921年11月21日に国王ジョージ5世の大権勅令によって承認された。
国章の一部を成すこのモットーは、権威の印としてカナダの政府機関や議員によって使われている。また、全てのカナダドルの紙幣、カナダ旅券の表紙にも書かれているほか、カナダ連邦政府の布告にもそのまま使われている。

## 改正案
2007年5月、カナダの三つの準州の州首相は本モットーの改正を求めた。これは、北極海と太平洋、大西洋に面するという、カナダが有する広大な地理的特性をモットーに反映させようというものだった。モットーの改正案として、「A mari ad mare ad mare」（海から海へ、そして海へ）と「A mari usque ad maria」（海からもろもろの海へ〈ずっと〉）の二案が出された。非公式の拡大版であるモットー（「海から海へ、そして海へ」）は、カナダに関する演説や著作でも使われ、カナダ北部の国民への包摂性と、北極海の重要性が同国の政治経済の未来において増していることを象徴している。メディア・コングロマリットのキャンウェスト・グローバルが実施した世論調査では、標語改正への賛成が反対を3対1の割合で上回った一方で、中立が全体の3分の1を占めることが判明した。